# Wilfried Gerhard
Wilfried Gerhard (* 1940 in Bonn) ist ein deutscher evangelischer Theologe und Sozialwissenschaftler.
Gerhard studierte von 1960 bis 1966 Evangelische Theologie und Sozialwissenschaften. Seine Studien beendete er mit dem ersten und zweiten theologischen Examen in Düsseldorf. 1975 wurde er bei René König an der Philosophischen Fakultät der Universität zu Köln mit der sozialwissenschaftlichen Dissertation Ernst Troeltsch als Soziologe zum Dr. phil. in Köln.
Er war u. a. Lehrer an berufsbildenden Schulen in Bonn, wissenschaftlicher Assistent an der Pädagogischen Hochschule Rheinland, Abteilung Bonn und Pastor in der Evangelischen Kirchengemeinde Hennef an der Sieg.
Im Jahre 1976 wurde er Dozent im Fachbereich Sozialwissenschaften der Führungsakademie der Bundeswehr (FüAkBw) in Hamburg; von 1999 bis zu seiner Pensionierung war der Wissenschaftliche Direktor Fachbereichsleiter. Ab 1998 wirkte er zudem als Projektdirektor am Sozialwissenschaftlichen Institut der Bundeswehr (SOWI) in Strausberg. Gerhard veröffentlichte mehrere Beiträge als SOWI-Arbeitspapiere. Außerdem wirkte er als Gastprofessor am Naval War College (NWC) in Newport, Rhode Island/USA (1990), an der National Defense University (NDU) in Washington, D.C./USA (1997) und der Estonian National Defence College (ENDS) in Tartu/Estland. Am ENDC ist er Mitglied des Editorial Board und des Editorial Council.
Gerhard war stellvertretender Präses des Wissenschaftlichen Forums für Internationale Sicherheit in Hamburg.

## Schriften (Auswahl)
- Amerika in Europa = America in Europe (= WIFIS aktuell. 14). Ed. Temmen, Bremen 1999, ISBN 3-86108-012-5.
- Humanität und Politik. Denationalisierung. 2 Essays (= WIFIS aktuell. 22). Ed. Temmen, Bremen 2001, ISBN 3-86108-020-6.
- (Hrsg.): Innere Führung. Dekonstruktion und Rekonstruktion (= WIFIS aktuell. 28/29). Ed. Temmen, Bremen 2003, ISBN 3-86108-025-7.
- mit Hans-Joachim Reeb (Hrsg.): Transformation der Streitkräfte im Kontext sicherheitspolitischer, gesellschaftlicher und organisatorischer Veränderungen (= Schriftenreihe des Wissenschaftlichen Forums für Internationale Sicherheit e.V. (WIFIS). Bd. 25). Ed. Temmen, Bremen 2007, ISBN 3-86108-882-7.